# Pristimantis avius
Pristimantis avius é uma espécie de anfíbio  da família Craugastoridae. Endêmica da Venezuela. Os seus habitats naturais são: regiões subtropicais ou tropicais húmidas de alta altitude.